# F-Yang-Mills-Gleichungen
Die {\displaystyle F}-Yang-Mills-Gleichungen (kurz {\displaystyle F}-YM-Gleichungen) sind in der Yang-Mills-Theorie eine Verallgemeinerung der Yang-Mills-Gleichungen. Ihre Lösungen werden {\displaystyle F}-Yang-Mills-Zusammenhänge (oder {\displaystyle F}-YM-Zusammenhänge) genannt. Einfache und wichtige Spezialfälle von {\displaystyle F}-Yang-Mills-Zusammenhängen sind exponentielle Yang-Mills-Zusammenhänge mit der Exponentialfunktion als {\displaystyle F} sowie {\displaystyle p}-Yang-Mills-Zusammenhänge mit {\displaystyle p} als Exponent einer Potenz der Norm der Krümmung ähnlich zur {\displaystyle p}-Norm. Ebenfalls oft betrachtet werden Yang-Mills-Born-Infeld-Zusammenhänge (kurz YMBI-Zusammenhänge) mit negativem oder positiven Vorzeichen in einer Funktion {\displaystyle F} mit der Quadratwurzel. Dies macht die Yang-Mills-Born-Infeld-Gleichung ähnlich zur Minimalflächengleichung.

## F-Yang-Mills-Wirkung
Sei {\displaystyle F\colon \mathbb {R} _{0}^{+}\rightarrow \mathbb {R} _{0}^{+}}eine streng monoton steigende {\displaystyle C^{2}}-Funktion (also mit {\displaystyle F'>0}) mit {\displaystyle F(0)=0}. Sei:
{\displaystyle d_{F}:=\sup _{t\geq 0}{\frac {tF'(t)}{F(t)}}.}
Da {\displaystyle F} eine {\displaystyle C^{2}}-Funktion ist, kann ebenfalls die folgende Konstante betrachtet werden:
{\displaystyle d_{F'}=\sup _{t\geq 0}{\frac {tF''(t)}{F'(t)}}.}
Sei {\displaystyle G} eine kompakte Lie-Gruppe mit Lie-Algebra {\displaystyle {\mathfrak {g}}} und {\displaystyle E\twoheadrightarrow B} ein {\displaystyle G}-Hauptfaserbündel, wobei {\displaystyle B} eine orientierbare Riemannsche Mannigfaltigkeit mit Metrik {\displaystyle g} und Volumenform {\displaystyle \operatorname {vol} _{g}} ist. Sei {\displaystyle \operatorname {Ad} (E):=E\times _{G}{\mathfrak {g}}\twoheadrightarrow B} das adjungierte Vektorbündel. {\displaystyle \Omega ^{1}(E,{\mathfrak {g}})\cong \Omega ^{1}(B,\operatorname {Ad} (E))} ist der Raum der Zusammenhänge, welche entweder unter der adjungierten Darstellung {\displaystyle \operatorname {Ad} } invariante Lie-Algebra-wertige oder vektorbündelwertige Differentialformen sind. Da der Hodge-Stern-Operator {\displaystyle \star } mit der Metrik {\displaystyle g} und der Volumenform {\displaystyle \operatorname {vol} _{g}} auf der Basismannigfaltigkeit {\displaystyle B} definiert ist, wird gewöhnlich der zweite Raum benutzt.
Die {\displaystyle F}-Yang-Mills-Wirkung ist gegeben durch:
{\displaystyle \operatorname {YM} _{F}\colon \Omega ^{1}(B,\operatorname {Ad} (E))\rightarrow \mathbb {R} ,\operatorname {YM} _{F}(A):=\int _{B}F\left({\frac {1}{2}}\|F_{A}\|^{2}\right)\mathrm {d} \operatorname {vol} _{g}.}
Für einen flachen Zusammenhang {\displaystyle A\in \Omega ^{1}(B,\operatorname {Ad} (E))} (mit {\displaystyle F_{A}=0}) ist {\displaystyle \operatorname {YM} _{F}(A)=F(0)\operatorname {vol} (M)}. Daher wird {\displaystyle F(0)=0} gefordert, um eine Divergenz für eine nicht kompakte Mannigfaltigkeit {\displaystyle B} zu verhindern, obwohl die Bedingung auch weggelassen werden kann, da lediglich {\displaystyle F'} von weiterem Interesse ist.

## F-Yang-Mills-Zusammenhänge und -Gleichung
Ein Zusammenhang {\displaystyle A\in \Omega ^{1}(B,\operatorname {Ad} (E))} wird {\displaystyle F}-Yang-Mills-Zusammenhang genannt, wenn dieser ein kritischer Punkt der {\displaystyle F}-Yang-Mills-Wirkung ist, also:
{\displaystyle {\frac {\mathrm {d} }{\mathrm {d} t}}\operatorname {YM} _{F}(A(t))\vert _{t=0}=0.}
für jede glatte Familie {\displaystyle A\colon (-\varepsilon ,\varepsilon )\rightarrow \Omega ^{1}(B,\operatorname {Ad} (E))} mit {\displaystyle A(0)=A} gilt. Das gilt genau dann, wenn die {\displaystyle F}-Yang-Mills-Gleichungen erfüllt sind:
{\displaystyle \mathrm {d} _{A}\star \left(F'\left({\frac {1}{2}}\|F_{A}\|^{2}\right)F_{A}\right)=0.}
Für einen {\displaystyle F}-Yang-Mills-Zusammenhang {\displaystyle A\in \Omega ^{1}(B,\operatorname {Ad} (E))} wird dessen Krümmung {\displaystyle F_{A}\in \Omega ^{2}(B,\operatorname {Ad} (E))} als {\displaystyle F}-Yang-Mills-Feld bezeichnet.
Ein {\displaystyle F}-Yang-Mills-Zusammenhang mit:
- {\displaystyle F(t)=t} ist einfach ein gewöhnlicher Yang-Mills-Zusammenhang. In diesem Fall ist {\displaystyle d_{F'}=0}.
- {\displaystyle F(t)=\exp(t)} wird exponentieller Yang-Mills-Zusammenhang genannt. In diesem Fall ist {\displaystyle d_{F'}=\infty }. Die exponentielle und normierte exponentielle Yang-Mills-Wirkung werden jeweils mit {\displaystyle \operatorname {YM} _{\mathrm {e} }} und {\displaystyle \operatorname {YM} _{\mathrm {e} }^{0}} bezeichnet.[5]
- {\displaystyle F(t)={\frac {1}{p}}(2t)^{\frac {p}{2}}} wird {\displaystyle p}-Yang-Mills-Zusammenhang genannt. In diesem Fall ist {\displaystyle d_{F'}={\frac {p}{2}}-1}. Gewöhnliche Yang-Mills-Zusammenhänge sind genau die {\displaystyle 2}-Yang-Mills-Zusammenhänge. Die {\displaystyle p}-Yang-Mills-Wirkung wird mit {\displaystyle \operatorname {YM} _{p}} bezeichnet.
- {\displaystyle F(t)=1-{\sqrt {1-2t}}} bzw. {\displaystyle F(t)={\sqrt {1+2t}}-1} wird Yang-Mills-Born-Infeld-Zusammenhang (oder YMBI-Zusammenhang) mit negativem bzw. positiven Vorzeichen genannt. In diesem Fall ist {\displaystyle d_{F'}=\infty } bzw. {\displaystyle d_{F'}=0}. Die Yang-Mills-Born-Infeld-Wirkungen mit negativem und positivem Vorzeichen werden jeweils mit {\displaystyle \operatorname {YMBI} ^{-}} und {\displaystyle \operatorname {YMBI} ^{+}} bezeichnet. Die Yang-Mills-Born-Infeld-Gleichungen mit positivem Vorzeichen sind verwandt mit der Minimalflächengleichung:
{\displaystyle \mathrm {d} _{A}{\frac {\star F_{A}}{\sqrt {1+\|F_{A}\|^{2}}}}=0.}

## Stabile F-Yang-Mills-Zusammenhänge
Analog zu (schwach) stabilen Yang-Mills-Zusammenhängen lassen sich (schwach) stabile {\displaystyle F}-Yang-Mills-Zusammenhänge definieren. Ein {\displaystyle F}-Yang-Mills-Zusammenhang {\displaystyle A_{0}\in \Omega ^{1}(B,\operatorname {Ad} (E))} wird stabil genannt, wenn:
{\displaystyle {\frac {\mathrm {d} ^{2}}{\mathrm {d} t^{2}}}\operatorname {YM} _{F}(A(t))\vert _{t=0}>0}
für jede glatte Familie {\displaystyle A\colon (-\varepsilon ,\varepsilon )\rightarrow \Omega ^{1}(B,\operatorname {Ad} (E))} mit {\displaystyle A(0)=A} gilt. {\displaystyle A} wird schwach stabil genannt, wenn nur {\displaystyle \geq 0} gilt. Ein {\displaystyle F}-Yang-Mills-Zusammenhang, welcher nicht schwach stabil ist, wird instabil genannt. Für ein (schwach) stabilen oder instabilen {\displaystyle F}-Yang-Mills-Zusammenhang {\displaystyle A\in \Omega ^{1}(B,\operatorname {Ad} (E))} wird dessen Krümmung {\displaystyle F_{A}\in \Omega ^{2}(B,\operatorname {Ad} (E))} zudem als (schwach) stabiles oder instabiles {\displaystyle F}-Yang-Mills-Feld bezeichnet.

## Eigenschaften
- Für einen Yang-Mills-Zusammenhang mit konstanter Krümmung impliziert die Stabilität als Yang-Mills-Zusammenhang die Stabilität als exponentiellen Yang-Mills-Zusammenhang.[5]
- Alle nichtflachen exponentiellen Yang-Mills-Zusammenhänge über {\displaystyle S^{n}} mit {\displaystyle n\geq 5} und:
{\displaystyle \|F_{A}\|\leq {\sqrt {\frac {n-4}{2}}}}

sind instabil.
- Alle nichtflachen Yang-Mills-Born-Infeld-Zusammenhänge mit negativem Vorzeichen über {\displaystyle S^{n}} mit {\displaystyle n\geq 5} und:
{\displaystyle \|F_{A}\|\leq {\sqrt {\frac {n-4}{n-2}}}}

sind instabil.
- Alle nichtflachen {\displaystyle F}-Yang-Mills-Zusammenhänge über {\displaystyle S^{n}} mit {\displaystyle n>4(d_{F'}+1)} sind instabil.[2] Dieses Resultat beinhaltet die folgenden Spezialfälle:
  - Alle nichtflachen Yang-Mills-Zusammenhänge über {\displaystyle S^{n}} mit {\displaystyle n>4} sind instabil.[6][7][8] James Simons präsentierte dieses Resultat ohne schriftliche Publikation in Tokio im September 1977 während eines Symposiums zu „Minimal Submanifolds and Geodesics“.
  - Alle nichtflachen {\displaystyle p}-Yang-Mills-Zusammenhänge über {\displaystyle S^{n}} mit {\displaystyle n>2p} sind instabil.
  - Alle nichtflachen Yang-Mills-Born-Infeld-Zusammenhänge mit positivem Vorzeichen über {\displaystyle S^{n}} mit {\displaystyle n>4} sind instabil.
- Für {\displaystyle 0\leq d_{F'}\leq {\frac {1}{6}}} sind alle nichtflachen {\displaystyle F}-Yang-Mills-Zusammenhänge über der Cayley-Ebene {\displaystyle F_{4}/\operatorname {Spin} (9)} instabil.[4]